# Cabruta
Cabruta es una población del Municipio Las Mercedes y capital de la parroquia del mismo nombre, en Venezuela. Cabruta está ubicada en el extremo sur del Estado Guárico junto al río Orinoco. Su posición es estratégica, a casi 20 km aguas abajo de la desembocadura del río Apure en el Orinoco, en el punto donde este gran río toma la dirección oeste-este y en el centro geográfico del territorio venezolano, razón por la cual se pensó hace algunas décadas en crear en esta zona una nueva capital de Venezuela ya que Caracas se ha convertido en una metrópoli excesivamente congestionada, lo mismo que pasó con Río de Janeiro en 1957 (cuando se trasladó la capitalidad del Brasil de Río de Janeiro a una nueva ciudad, Brasilia). 

## Historia
Su nombre se deriva de Cabritu, que era el nombre de un cacique indígena en el siglo XVI, que recibió a Alonso de Ojeda en 1535 en el mismo lugar donde ahora se encuentra Cabruta. La fundación de Cabruta fue obra del misionero jesuita Bernardo Rotella en 1740, aunque ya antes se había usado el mismo emplazamiento para fundar la población de Nueva Cantabria, que no prosperó.
La expedición de Solano que exploró los Llanos y ayudó a delimitar las fronteras del Amazonas venezolano tuvo su cuartel general aquí entre 1756 y 1760. Solano mismo había propuesto que se creara una provincia con sede en Cabruta dada su importancia estratégica.

## Población y economía
Tenía unos 5.500 habitantes en la última década del siglo XX y sus pobladores se dedicaban principalmente a la agricultura y ganadería, a la pesca fluvial en el Orinoco y al comercio por su situación estratégica al estar ubicada al norte de Caicara del Orinoco, población con la que se une a través de un servicio de ferris y que viene a ser el final occidental de la carretera norte del Estado Bolívar. Su población alcanzó la cifra de  28.543 habitantes en 1239 viviendas, según el último censo nacional de 2011. Este extraordinario crecimiento desarrollado recientemente se debe en su mayor parte a la construcción iniciada en el 2006 del Tercer puente sobre el río Orinoco que unirá a Cabruta con Caicara del Orinoco por este puente de unos 4,8 km de longitud.